# NGC 2793
NGC 2793 је спирална галаксија у сазвежђу Рис која се налази на NGC листи објеката дубоког неба.
Деклинација објекта је + 34° 25' 56" а ректасцензија 9h 16m 46,6s. Привидна величина (магнитуда) објекта NGC 2793 износи 13,0 а фотографска магнитуда 13,6. Налази се на удаљености од 26,3000 милиона парсека од Сунца. NGC 2793 је још познат и под ознакама UGC 4894, MCG 6-21-2, CGCG 181-6, IRAS 09137+3438, LT 6, KUG 0913+346B, PGC 26189.